# Dagmar Krause
Dagmar Krause (Amburgo, 4 giugno 1950) è una cantante tedesca, nota per il suo lavoro con gruppi di rock progressivo, jazz e avanguardia come Slapp Happy, Henry Cow e Art Bears. È anche famosa per le sue interpretazioni di canzoni di Bertolt Brecht, Kurt Weill e Hanns Eisler. Il suo stile di canto insolito, che rende la sua voce immediatamente riconoscibile, ha caratterizzato il suono di molte delle band in cui ha militato.

## Biografia

### Band e progetti
Inizia la sua carriera professionale all'età di 14 anni come cantante nei club di Amburgo sul Reeperbahn. Nel 1968 è invitata a unirsi ai City Preachers, un gruppo folk di protesta, formatosi nel 1964, che la Krause ha scherzosamente definito una versione tedesca di The Mamas & The Papas. Contribuisce al loro album del 1968 Der Kürbis, das Transportproblem und die Traumtänzer ("La zucca, il problema del trasporto e i danzatori di sogno"). Il gruppo si scioglie nel 1969, ma la loro cantante Inga Rumpf e la Krause poco dopo si ritrovano per registrare I.D. Company (1970). In questo disco, il primo lato è cantato dalla Rumpf e il secondo dalla Krause. È proprio in quest'opera si delinea il futuro percorso di sperimentazione musicale, tipico di questa cantante.
A quel tempo, Amburgo disponeva di una ricca scena di avanguardia, capace di attirare numerosi musicisti europei, in particolare quelli interessati a professare la libertà estetica e a suonare musica sperimentale. Qui la Krause incontra Anthony Moore, compositore britannico sperimentale, che successivamente diverrà suo marito.
Nel 1972, Moore, la Krause e Peter Blegvad, un cantante e autore statunitense amico di Moore formano gli Slapp Happy, un gruppo autodefinitosi di “rock-ingenuo”, la cui poetica si basa su una combinazione di semplici strutture pop con testi enigmatici, per certi aspetti ispirati alla semiologia e al simbolismo.
L'ingresso negli Slapp Happy segna per la Krause l'inizio della carriera internazionale. Con questo gruppo incide in Germania due album per Polydor, con Faust come band di supporto: Sort Of (1972) e ciò che in seguito sarà conosciuto come Acnalbasac Noom (infatti, questo secondo lavoro non viene immediatamente pubblicato). Poi si trasferiscono a Londra, dove registrano una nuova versione di Acnalbasac Noom per Virgin Records, pubblicato come Slapp Happy e noto anche come Casablanca Moon (1974). L'originale Acnalbasac Noom vedrà la luce molto più tardi, nel 1980, quando sarà pubblicato dalla Recommended Records.
Nel 1974 gli Slapp Happy si fondono con il gruppo avant-rock politicamente orientato Henry Cow, e insieme realizzano due album, Desperate Straights (1974) e In Praise of Learning (1975). Ma le differenze di approccio inducono Anthony Moore e Peter Blegvad a ritirarsi dal consorzio. La Krause, tuttavia, sceglie di rimanere con gli Henry Cow, decisione che segna la fine degli Slapp Happy.
Lo stile della Krause aggiunge una nuova dimensione al repertorio degli Henry Cow e i complessi ritmi musicali del gruppo rafforzano le sue potenzialità vocali. Gli Henry Cow svolgono un tour in Europa per due anni, durante i quali pubblicano l'album live Henry Cow Concerts (1976), che comprende duetti della Krause con Robert Wyatt. Nel maggio del 1976 è costretta per motivi di salute a ritirarsi dal frenetico tour degli Henry Cow. Nel mese di ottobre del 1977 lascia gli Henry Cow, ma accetta di cantare nel loro album di studio Hopes and Fears.
Hopes and Fears parte nel 1978 come album degli Henry Cow, ma le differenze di opinione all'interno del gruppo circa i contenuti musicali fanno sì che alla fine il disco sia firmato dagli Art Bears, una nuova band composta da Krause, Chris Cutler e Fred Frith. Con gli Art Bears realizza altri due album di canzoni, Winter Songs (1979) e The World as It Is Today (1981).
Nel 1983, Krause si unisce alla nuova band News from Babel, con Chris Cutler, Lindsay Cooper e Zeena Parkins. Il gruppo incide due album: Work Resumed on the Tower (1984) e Letters Home (1985).
In seguito, è coinvolta in una serie di progetti e collaborazioni. Si esibisce sul Michael Nyman/Paul Richards Art Song, The Kiss, con Omar Ebrahim sul Michael Nyman Band album The Kiss and Other Movements (1985). Inoltre, si segnala in Music for Other Occasions (1986) con Lindsay Cooper, Domestic Stories (1992) con Chris Cutler e Lutz Glandien, 456 (1992), un album del gruppo ambient/house The Grid, Each in Our Own Thoughts (1994) con Tim Hodgkinson (con molti altri ex-membri della band Henry Cow).
Nel 1996, canta in Friedrich Hollaender Or The Laughter Of Loneliness, un album di canzoni di Friedrich Holländer (per la New Classic Colours), un cantautore tedesco le cui canzoni sono state rese famose dalle interpretazioni di Marlene Dietrich. Nel 1998 registra A Scientific Dream and a French Kiss con Marie Goyette.
Nel 1991, partecipa a una riunione con Anthony Moore e Peter Blegvad per lavorare su Camera, un'opera scritta appositamente per la televisione, presentata dalla società di produzione inglese After Image e commissionata dalla rete Channel 4. L'opera si basa su un'idea originale della Krause, con testi di Peter Blegvad e musica di Anthony Moore. La Krause interpreta il personaggio principale "Melusina" e l'opera è trasmessa due anni più tardi su Channel 4.
Nel 1997, Slapp Happy si riunirà ancora per un breve periodo, al fine di registrare Ça va e per un tour Giappone nel 2000.
Nel marzo del 2010 partecipa a Comicoperando, concerto-tributo alla musica di Robert Wyatt (Teatro Comunale di Modena, Italia), insieme con Richard Sinclair, Chris Cutler, Annie Whitehead, Gilad Atzmon e altri. La Krause interpreta una versione particolarmente ispirata di Sea song e altre canzoni del repertorio di Wyatt, attraverso "una vocalità segnata ... in cui l'esperienza del passato viene restituita attraverso l'evocazione malinconica del tempo che fu".

## Attività da solista
La passione di Dagmar Krause per il cabaret della Repubblica di Weimar e il suo amore per le opere teatrali di Bertolt Brecht e dei compositori che hanno collaborato con lui (Kurt Weill e Hanns Eisler), hanno prodotto alcuni dei suoi lavori più riusciti. Nel 1978 ha recitato in Ascesa e caduta della città di Mahagonny di Bertolt Brecht/Kurt Weill e nel 1985 ha cantato Surabaya Johnny (di Brecht e Weill) nell'ambito dell'opera Lost in the Stars di Hal Willner.
Nel 1986 la Krause ha firmato due album da solista: Supply and Demand: Songs by Brecht/Weill and Eisler e Tank Battles: The Songs of Hanns Eisler. Questi album sono stati cantati in tedesco e pubblicati come Angebot und Nachfrage e Panzerschlacht: Die Lieder von Hanns Eisler. La voce della Krause si adatta perfettamente alle emotività musicale e politica di queste canzoni tedesche. Liricamente si inseriscono nel solco delle precedenti canzoni di coscienza sociale cantate dalla Krause, come per esempio in Living in the Heart of the Beast degli Henry Cow.
Supply and Demand e Tank Battles sono considerati da molti tra i migliori lavori della Krause, mentre Tank Battles è considerato una delle migliori interpretazioni del lavoro di Eisler. La Krause ha interpretato dal vivo varie selezioni da questi album, in particolare in occasione del Festival di Edimburgo, documentato su Voiceprint Radio Sessions (1993).

## Stile di canto
Lo stile di canto di Dagmar Krause è molto originale e peculiare. La sua voce può variare dai registri dolci e melodiosi fino a quelli, definibili di “amore-odio”, che si possono riscontrare ad esempio sull'album In Praise of Learning degli Henry Cow. Il potere intrigante della voce della Krause è in parte dovuto alla sua inflessione tedesca "... ma sia che canti in tedesco o in inglese (cosa che fa spesso sullo stesso disco), Dagmar conserva il suo impeccabile fraseggio e la sua capacità di comunicare emozioni liriche quasi palpabili anche ai brani più ascoltati". In una recensione di The 40th Anniversary Henry Cow Box Set (2009), il critico John Kelman di All About Jazz ha scritto che "la raffinatezza armonica fa della Krause una cantante sottovalutata nella storia della musica moderna".

## Nome
Sul primo album degli Slapp Happy, Sort Of (1972), Dagmar Krause è accreditata come "Daggi". Sul successivo album, Slapp Happy (1974) e sui due successivi, prodotti dalla collaborazione Slapp Happy/Henry Cow, Desperate Straights (1974) e In Praise of Learning (1975), è accreditata come "Dagmar".

## Discografia
Si riporta una selezione degli album Dagmar Krause, con l'anno in cui sono stati registrati.

### Band e progetti
Con The City Preachers
- Der Kürbis, das Transportproblem und die Traumtänzer (1968, LP, Decca Records)
- Back to the City (1971, LP, Hörzu)

Con I.D. Company
- I.D. Company (1970, LP, Hörzu, Electrola)

Con Slapp Happy
- Sort Of (1972, LP, Polydor)
- Acnalbasac Noom (1973, LP, Recommended Records)
- Slapp Happy (also known as Casablanca Moon) (1974, LP, Virgin Records)
- Ça Va (1997, CD, V2 Records)
- Live in Japan (2000, CD, FMN Records)

Con Slapp Happy/Henry Cow
- Desperate Straights (1974, LP, Virgin Records)
- In Praise of Learning (1975, LP, Virgin Records)

Con Henry Cow
- Henry Cow Concerts (1976, LP, Caroline Records)
- The 40th Anniversary Henry Cow Box Set (2009, 9xCD+DVD, Recommended Records, GB)

Con Art Bears
- Hopes and Fears (1978, LP, Recommended Records)
- Winter Songs (1979, LP, Recommended Records)
- The World as It Is Today (1981, LP, Recommended Records)

Con Kevin Coyne
- Babble (1979, LP, Virgin Records)

Con News from Babel
- Work Resumed on the Tower (1984, LP, Recommended Records)
- Letters Home (1985, LP, Recommended Records)

Con Michael Nyman Band
- The Kiss and Other Movements (1985, LP, Editions EG)

Con Duck and Cover
- Re Records Quarterly Vol.1 No.2 (1985, LP, Recommended Records)

Con Lindsay Cooper
- Music for Other Occasions (1986, LP, No Man's Land)

Con Anthony Moore and Peter Blegvad
- Camera (1991, CD, Blueprint Records)

Con Chris Cutler and Lutz Glandien
- Domestic Stories (1992, CD, Recommended Records)

Con Tim Hodgkinson
- Each in Our Own Thoughts (1994, CD, Woof Records)

Con Marie Goyette
- A Scientific Dream and a French Kiss (1998, CD, Resurgence)

### Lavori da solista
- Supply & Demand: Songs by Brecht/Weill and Eisler (1986, LP, Hannibal Records)
- Angebot und Nachfrage (versione in tedesco del precedente Supply & Demand, 1986, LP, Hannibal Records)
- Tank Battles: The Songs of Hanns Eisler (1988, LP, Island Records)
- Panzerschlacht: Die Lieder von Hanns Eisler (versione in tedesco del precedente Tank Battles, 1988, LP, Island Records)
- Voiceprint Radio Sessions (1993, CD, Voiceprint Records)